# Schlenken
Schlenken är ett berg i Österrike.   Det ligger i distriktet Hallein och förbundslandet Salzburg, i den centrala delen av landet, 240 km väster om huvudstaden Wien. Toppen på Schlenken är 1 648 meter över havet, eller 148 meter över den omgivande terrängen. Bredden vid basen är 1,5 km.
Terrängen runt Schlenken är huvudsakligen kuperad, men åt sydost är den bergig. Runt Schlenken är det ganska tätbefolkat, med 83 invånare per kvadratkilometer.. Närmaste större samhälle är Salzburg, 18,2 km nordväst om Schlenken. 
I omgivningarna runt Schlenken växer i huvudsak blandskog.